# Kampong Leav
Kampong Leav es uno de los doce distritos que forman la provincia camboyana de Prey Veng, con una población estimada en marzo de 2008 de 29 259 habitantes. Está dividido en las siguientes  comunas (khum), que se muestran asimismo con población estimada de 2008:
- Pou Rieng 6,089
- Preaek Anteah 7,229
- Preaek Chrey 6,183
- Prey Kanlaong 4,750
- Ta Kao 5,008[1]